# 特里尤加

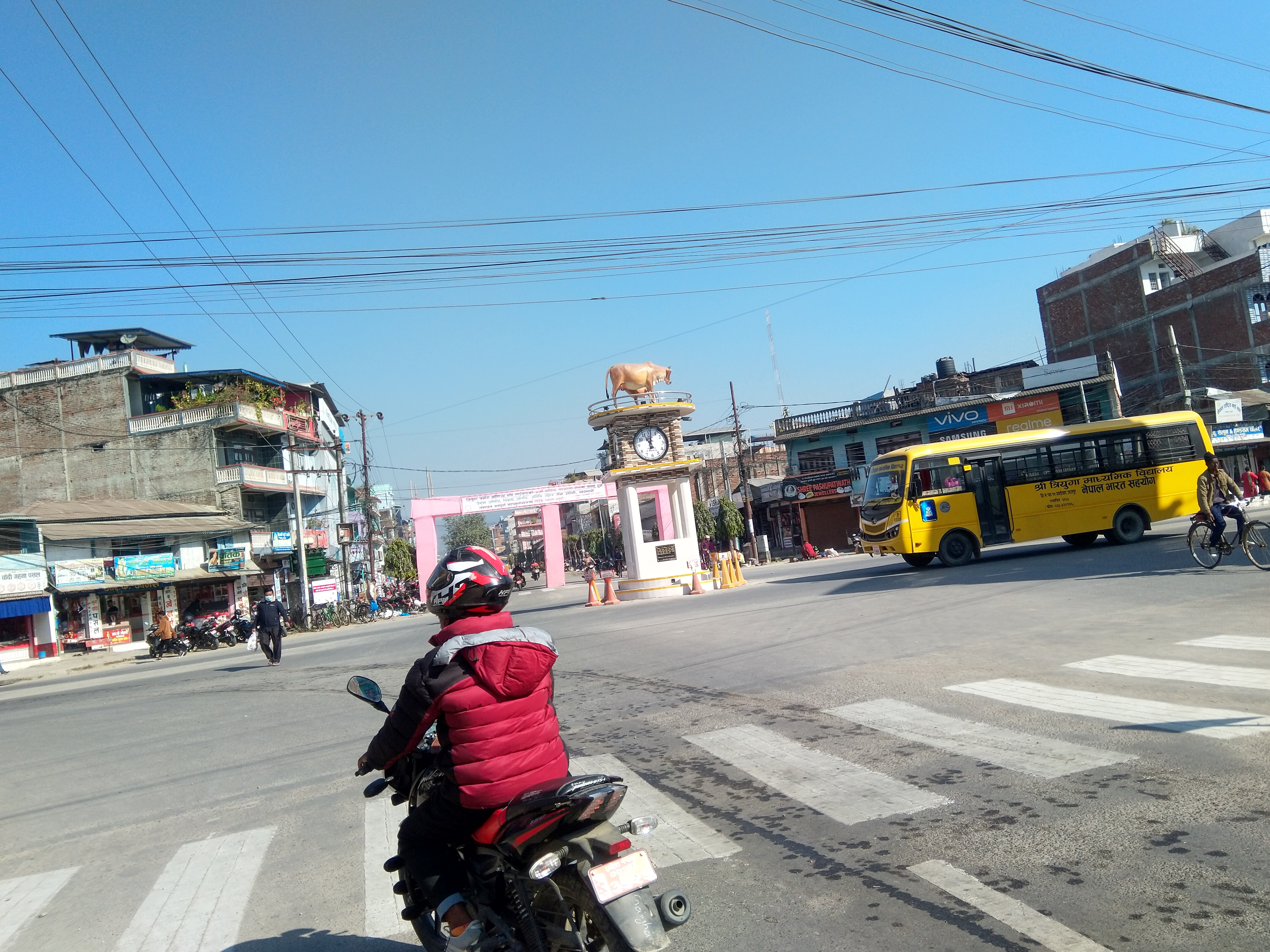
特里尤加

特里尤加是尼泊爾的城市，位於該國東南部，由戈希省負責管轄，海拔高度165米，2011年人口約70,000，該地區在1987年成為自然保護區，有200種鳥類棲息。

## 外部連結
- UN map of the municipalities of Udayapur District （页面存档备份，存于）
- Udayupur Valley / Gaighat information （页面存档备份，存于）
- Koshi Camp

26°47′31″N 86°41′56″E / 26.7919°N 86.699°E